# Michael Ferrante
Michael Ferrante (* 28. April 1981 in Melbourne) ist ein australischer Fußballspieler, der zurzeit vereinslos ist und zuletzt in Neuseeland bei Wellington Phoenix unter Vertrag stand.

## Karriere
Ferrante besuchte zwischen 1997 und 1998 das Australian Institute of Sport, bevor er den Sprung nach Europa wagte und in der Jugendakademie des englischen Klubs West Ham United spielte. 1999 gewann er mit dem Jugendteam West Hams den FA Youth Cup durch einen 9:0-Erfolg nach Hin- und Rückspiel gegen Coventry City. Ferrante führte dabei in einer Partie das Team um Spieler wie Joe Cole und Michael Carrick als Kapitän an. Nachdem er bei West Ham bis 2001 nicht in den Profikader gelangte, verließ er England und spielte für einige Zeit in unteren italienischen Spielklassen bei Comprens Stabia und Benevento Calcio.
2004 kehrte er nach Australien zurück und spielte zunächst für Fawkner Blues. 2005 unterschrieb er einen Vertrag bei Melbourne Victory in der neu gegründeten A-League und war in der ersten Saison Stammspieler. Nach den Verpflichtungen von Fred und Grant Brebner verlor der Mittelfeldspieler seinen Stammplatz und kam in der Meistersaison 2006/07 nur noch zu fünf Einsätzen. Nach Saisonende löste er in gegenseitigem Einvernehmen mit dem Verein seinen Vertrag auf und schloss sich dem neu gegründeten neuseeländischen A-League-Team Wellington Phoenix an. 2010 verließ er die Mannschaft ablösefrei.

## Erfolge
auf Vereinsebene:
- Australischer Meister: 2006/07
- A-League Premiership: 2006/07